# 시로가네역
시로가네역(일본어: 白銀駅)은 일본 아오모리현 하치노헤시에 위치한 동일본 여객철도 하치노헤 선의 철도역이다. 단선 승강장 1면 1선의 구조를 갖춘 지상역이다.

## 역 주변
- 하치노헤 어항
- 미시마 신사
- 독립 행정법인 노동자 건강 복지 기구 아오모리 노앙 병원

## 역사
- 1934년 6월 1일 : 개업.
- 1987년 4월 1일 : 일본국유철도 분할 민영화에 의해, 동일본 여객철도가 승계.
- 2005년 12월 10일 : 사메 역의 혼하치노헤 역 피관리화에 의해 역원 파견 폐지, 무인화.
- 2006년 2월 23일 : 자동 발권기 설치.
- 2015년 12월 1일 : 혼하치노헤 역 업무위탁화에 의해 역장 · 조역 배치 폐지에 의해, 하치노헤 역 관리하에 둠.

## 인접 역
| 동일본 여객철도 하치노헤 선 | 동일본 여객철도 하치노헤 선 | 동일본 여객철도 하치노헤 선 |
| --------------------------- | --------------------------- | --------------------------- |
| 무쓰미나토 하치노헤 방면    | ■ 하치노헤 선               | 사메 구지 방면              |